# Nannie Doss
Nannie Doss (Anniston, Alabama, 1905. november 4. – McAlester, Oklahoma, 1965. június 2.) amerikai sorozatgyilkos, aki 11 személy haláláért volt felelős az 1920-as évek és 1954 között.
Végül összes gyilkosságát bevallotta 1954 októberében, amikor ötödik férje meghalt egy kis kórházban Tulsában, Oklahoma államban. Kiderült így, hogy végzett 4 férjével, 2 gyermekével és 2 lánytestvérével, édesanyjával, egy unokájával és unokaöccsével.

## Kezdetek
Doss Blue Montain-ban született, Alabama államban Nancy Hazle név alatt, James és Lou Hazle gyermekeként. Nannie 5 gyermek egyike, 1 fiútestvére és 3 húga volt. Nannie és az anyja is utálták James-t, aki szigorú, undok, ellenőrző apa és férj volt. Bizonyíték arra, hogy Doss törvénytelenül fogant, hogy 1905 után James és Lou összeházasodtak, de a népszámlálási feljegyzések szintén 1905-ben azt mutatták, hogy ő és az anyja egyedül éltek. Boldogtalan gyermekkora volt. Szegény diák volt, aki sohasem tanult meg rendesen olvasni. A taníttatása rendszertelen, mert az apja kényszerítette a gyerekeit, hogy a családi farmon dolgozzanak az iskola helyett. Kb. 7 éves volt, amikor a család vonattal látogatta meg a rokonokat dél Alabamában. A vonat hirtelen megállt, és Nannie beverte a fejét a szemben lévő ülés fémrúdjába. Évekkel később gyakori volt nála a pillanatnyi eszméletvesztés, fejfájás, depresszió, amelyekért -és mentális zavaráért- a balesetét okolta. Gyerekkorában a kedvenc hobbija volt anyja romantikus magazinjainak olvasása, és álmodozott a saját romantikus jövőjéről. Később kedvenc része lett a magányos szívek rovata. A Hazle nővérek tinédzserkora korlátozott volt az apjuk miatt: megtiltotta nekik, hogy sminkeljék magukat és csinosan öltözzenek. Próbálta megakadályozni, hogy férfiak zaklassák őket, ami gyakran előfordult. Azt is tiltotta, hogy táncolni járjanak, vagy bármilyen más társasági eseményre.

## Első házasság
Nannie 16 évesen ment férjhez először, Charlie Braggs-hez. A "Vászon és Fonál" gyárban találkoztak, ahol mindketten dolgoztak, és az apja hozzájárulásával 4 hónapnyi randizás után összeházasodtak. Charlie egyetlen fia volt egyedülálló anyjának, aki ragaszkodott hozzá, hogy velük éljen. 
Doss később ezt írta:
„Férjhez mentem - ahogy az apám kívánta - 1921-ben, egy olyan fiúhoz, akit csupán 4-5 hónapja ismertem, akinek nem volt családja, csak egy férjezetlen anyja, aki teljesen átvette az irányítást az életem felett, amíg házasok voltunk. Soha semmi rosszat nem látott abban, amit a fia tett. Nem engedte volna meg az anyámnak, hogy minden éjjel maradjon…”
Bragg anyja nagyon sok figyelmet foglalt le, gyakran megakadályozta Nannie-nek, hogy azt csinálja, amit akar. A házasság alatt 4 lánygyermek született 1923 és 1927 között. A sok stressz alatt Nannie elkezdett inni és az alkalmi dohányzása erős szenvedéllyé vált. A házassága boldogtalan volt, mindketten gyanúsították a másikat a hűtlenség miatt. A végén Braggs sokszor eltűnt napokra. 1927 elején elvesztették 2 középső lányukat, sejthetően ételmérgezés miatt. Gyanítva, hogy Nannie megölte őket, Charlie elmenekült tőle, magával vitte legidősebb lányukat, Melvinát, az újszülött Florine-t pedig otthagyta. Az anyja szintén meghal ezekben az időkben. Nannie munkát vállalt egy malom gyárban, hogy fenntartsa Florine-t és magát.
Braggs 1928 nyarán visszatért. Vele jött Melvina, új menyasszonya és az ő gyerekei. Doss és Braggs hamar elváltak, Nannie ezután 2 lányával visszatért anyja otthonába. Charlie mindig fenntartotta, hogy azért hagyta el, mert meg volt rémülve tőle.